# Gornostajev
Gornostajev je priimek več oseb:
- Jakov Fillipovič Gornostajev, sovjetski general
- Aleksej Maksimovič Gornostajev, ruski arhitekt